# میلوینا دین
الیزا گلادیس «میلوینا» دین (انگلیسی: Eliza Gladys "Millvina" Dean) (۲ فوریهٔ ۱۹۱۲ – ۳۱ مهٔ ۲۰۰۹)، یک کارمند دولت و نقشه‌بردار اهل بریتانیا بود. او آخرین بازمانده از غرق شدن کشتی تایتانیک در ۱۵ آوریل ۱۹۱۲ بود. در دو ماهگی، او جوانترین مسافر این کشتی نیز بود .

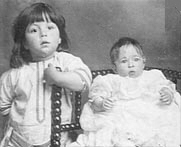
میلوینا (راست)